# Mireia Epelde
Mireia Epelde Bikendi (Azpeitia, 29 de octubre de 1985) fue una ciclista profesional española. Debutó como profesional en el Bizkaia-Panda Software-Durango en 2007, estructura en la que estuvo 10 años contando las categorías inferiores. En 2010 fichó por el Lointek debido a los buenos resultados que estaba acumulando en carreras amateurs españolas. En 2010 fichó por el equipo italiano del S.C. Michela Fanini-Rox. donde se retiró 2 años más tarde con 29 años.
Es una de las pocas españolas que ha disputado la Contrarreloj por Equipos del Mundial.

## Palmarés
No consiguió victorias como profesional.

## Resultados en Grandes Vueltas y Campeonatos del Mundo
Durante su carrera deportiva ha conseguido los siguientes puestos en las Grandes Vueltas femeninas y en los Campeonatos del Mundo en carretera y ciclocrós:
| Carrera         | 2007 | 2008 | 2009 | 2010 | 2011 | 2012 | 2013 | 2014 |
| --------------- | ---- | ---- | ---- | ---- | ---- | ---- | ---- | ---- |
| Giro de Italia  | -    | 70.ª | 87.ª | -    | -    | -    | 85.ª | -    |
| Tour de l'Aude  | -    | -    | -    | -    | X    | X    | X    | X    |
| Grande Boucle   | -    | -    | -    | X    | X    | X    | X    | X    |
| Mundial en Ruta | -    | -    | -    | -    | -    | -    | -    | -    |

-: no participa

X: ediciones no celebradas

## Equipos
- Bizkaia (2007-2009)
  - Bizkaia-Panda Software-Durango (2007)
  - Bizkaia-Durango (2008)[8]
  - Bizkaia-Panda Software-Durango (2009)
- Lointek (2010-2012)
- S.C. Michela Fanini-Rox (2013-2014)